# コネルズビル駅
コネルズビル駅（英語：Connellsville Station）は、ペンシルベニア州コネルズビル ノース・ウォーター・ストリートおよびウェスト・ピーチ・ストリートにある駅。

## 利用可能な鉄道路線／列車
アムトラックの停車する列車は下記の通り。
シカゴとワシントン間の夜行長距離列車キャピトル・リミテッド号…1日1往復停車